# Le Temple universel
Le Temple universel est une mélodie pour double chœur d'hommes et orgues, composée en 1861 par Hector Berlioz sur un poème de Jean-François Vaudin. Non présentée en concert, l'œuvre est adaptée pour chœur sans accompagnement et publiée comme op. 28 en 1868.
Le Temple universel est l'une des dernières partitions de Berlioz, référencée H137 (A et B) dans le catalogue des œuvres du compositeur dans le catalogue établi par le musicologue américain Dallas Kern Holoman.

## Composition
Hector Berlioz compose Le Temple universel en janvier ou février 1861 : l'œuvre devait être exécutée par un double chœur d'hommes à Londres en septembre, ce qui n'a pas eu lieu.
Une version pour chœur d'hommes sans accompagnement est publiée en 1868. Le Temple universel, l'une des dernières partitions de Berlioz, porte le numéro d' op. 28 ou H137 (A et B) dans le catalogue des œuvres du compositeur dans le catalogue établi par le musicologue américain Dallas Kern Holoman.

## Présentation
Le texte du Temple universel devait être chanté en français et en anglais, par un double chœur gigantesque (8 000 choristes étaient prévus à Londres) : 
Embrassons-nous par-dessus les frontières !

L'Europe un jour n'aura qu'un étendard.
Cet « hymne galvanisant » est répété « avec enthousiasme en février 1861 » par les orphéonistes de Paris.
La partition est en fa majeur, Moderato maestoso à 
. Berlioz « aurait songé à une orchestration du Temple universel, qu'il semble avoir amorcée » et qui a été réalisée par Robert Siohan pour Roger Desormière.

## Analyse
En 1968, Claude Ballif voit dans ce « grand « machin » destiné à une exposition au Crystal Palace de Londres » une « prémonition de certaines trouvailles de Charles Ives ».

## Discographie
- Berlioz : The Complete Works (27 CD, Warner Classics B07JZB1VWN, 2019)
Le Temple universel (H 137A) par Ryland Davies (ténor), Peter Smith (harmonium), Heinrich Schütz Choir and Chorale, dir. Sir Roger Norrington
Le Temple universel (H 137C, orchestration d'Yves Chauris) par Spirito, jeune chœur symphonique, le Chœur d'Oratorio de Lyon, Les Siècles, dir. François-Xavier Roth (premier enregistrement mondial)

### Biographies
- David Cairns (trad. de l'anglais), Hector Berlioz. Servitude et grandeur (1832-1869), Paris, Fayard, 2002, 944 p. (ISBN 2-213-61250-1) traduit par Dennis Collins.

### Monographies
- Claude Ballif, Berlioz, Paris, Seuil, coll. « Solfèges » (no 29), 1968, réed. 1990 (ISBN 2-020-00249-3)
- Pierre Citron, Cahiers Berlioz no 4, Calendrier Berlioz, La Côte-Saint-André, Musée Hector-Berlioz, 2000 (ISSN 0243-3559)
- Pierre-René Serna, Berlioz de B à Z, Paris, Van de Velde, 2006, 264 p. (ISBN 2-85868-379-4)

### Articles de journaux
- Julien Tiersot, Berlioziana : Œuvres diverses publiées du vivant de Berlioz, Paris, Heugel, 1906 (lire sur Wikisource), « Berlioziana : Œuvres diverses publiées du vivant de Berlioz », p. 3-4